# پیشازیستی
| زمان‌بندی زمین‌شناسی     |                          |                          |                          |
| پیدازیستی (فانروزوئیک) | نوزیستی (سنوزوئیک)       | کواترنری                 |                          |
| پیدازیستی (فانروزوئیک) | نوزیستی (سنوزوئیک)       | نئوژن                    |                          |
| پیدازیستی (فانروزوئیک) | نوزیستی (سنوزوئیک)       | پالئوژن                  |                          |
| پیدازیستی (فانروزوئیک) | میانه‌زیستی (مزوزوئیک)    | کرتاسه                   |                          |
| پیدازیستی (فانروزوئیک) | میانه‌زیستی (مزوزوئیک)    | ژوراسیک                  |                          |
| پیدازیستی (فانروزوئیک) | میانه‌زیستی (مزوزوئیک)    | تریاس                    |                          |
| پیدازیستی (فانروزوئیک) | دیرینه‌زیستی (پالئوزوئیک) | پرمین                    |                          |
| پیدازیستی (فانروزوئیک) | دیرینه‌زیستی (پالئوزوئیک) | کربونیفر                 |                          |
| پیدازیستی (فانروزوئیک) | دیرینه‌زیستی (پالئوزوئیک) | دوونین                   |                          |
| پیدازیستی (فانروزوئیک) | دیرینه‌زیستی (پالئوزوئیک) | سیلورین                  |                          |
| پیدازیستی (فانروزوئیک) | دیرینه‌زیستی (پالئوزوئیک) | اردویسین                 |                          |
| پیدازیستی (فانروزوئیک) | دیرینه‌زیستی (پالئوزوئیک) | کامبرین                  |                          |
| نهان‌زیستی (پرکامبرین)  | پیشین‌زیستی (پروتروزوئیک) | پیشین‌زیستی (پروتروزوئیک) | پیشین‌زیستی (پروتروزوئیک) |
| نهان‌زیستی (پرکامبرین)  | نخست‌زیستی (آرکئن)        |                          |                          |
| نهان‌زیستی (پرکامبرین)  | پیشازیستی (هادئن)        |                          |                          |

پیشازیستی یا هادئن (به انگلیسی: Hadean) دورانی زمین‌شناختی شامل حدفاصل بین پیدایش منظومهٔ خورشیدی تا قدیمی‌ترین سنگ‌های شناخته‌شده در سطح زمین است. احتمالاً در ۱۰۰ میلیون سالِ ابتدای این دوران، زمین و سایر سیاراتِ منظومه خورشیدی شکل گرفته‌اند. پوستهٔ زمین در این دوران تشکیل شد و به ضخامت آن افزوده شده‌است.
به باور دانشمندان، در اواخر این دوران، اقیانوس‌های بزرگ، دشت‌های بی‌آب‌وعلف، رشته کوه‌ها، جلگه‌ها، رودخانه‌ها، آتشفشان‌ها، ابرهای متراکم و بادهای شدید وجود داشته‌است.
هادئن اولین اَبَردوران از بزرگ‌اَبَردورانِ پریکامبریَن و پیش از دوران نخست‌زیستی (آرکئن) است. این دوران با شروع شکل‌گیری زمین در حدود ۴٫۵ میلیارد سال پیش شروع شد و حدود ۴ میلیارد سال پیش به‌پایان رسید. نام هادئن از هادِس، خدای جهانِ مردگانِ یونان قدیم گرفته شده که شاید به‌دلیل شرایط بسیار داغ و دهشتناک سطح زمین در آن دوران (ناشی از فوران‌های متناوب آتشفشانی، سطح مذاب در برخی قسمت‌های زمین و برخورد اجزای دیگرِ منظومهٔ شمسی) باشد.
در این دوران، برخوردی که منجر به جدا شدن ماه از زمین شد صورت پذیرفت. این برخورد منجر به ایجاد اتمسفری از بخارات کانی شد که سیارهٔ جوان زمین را احاطه کرد. این اتمسفر در طول دو هزار سال به آرامی میعان شد و مجدداً به زمین بازگشت و بخارات فرّارتری نظیر دی‌اکسید کربن و هیدروژن و بخار آب را در اتمسفر باقی گذارد.
با وجود دمای بیش از ۲۳۰ درجه‌ایِ سطح زمین، به‌دلیل فشار بالای اتمسفر، دی اکسید کربن، اقیانوس‌های آب مایع همچنان در سطح زمین وجود داشت.
واکنش‌های زمین‌شناختی و جذب دی‌اکسید کربن توسط اقیانوس‌ها به‌مرور باعث کاهش دی‌اکسید کربن و اثر گازهای گلخانه‌ای و تبدیل زمین به سیاره‌ای بسیار سردتر شد که شرایط را برای تشکیل صفحات سنگیِ جامد و احتمالاً حیات بر روی سطح زمین مهیا نمود.